# Fatuhivella marmorata
Fatuhivella marmorata är en insektsart som beskrevs av Morgan Hebard 1935. Fatuhivella marmorata ingår i släktet Fatuhivella och familjen vårtbitare. Inga underarter finns listade i Catalogue of Life.